# Brachistus affinis
Brachistus affinis là loài thực vật có hoa trong họ Cà. Loài này được (Morton) D'Arcy, J.L.Gentry & Averett mô tả khoa học đầu tiên năm 1981.